# مسرور البلخي
مسرور البلخي (توفي في 26 ديسمبر 893) كان ضابطاً عسكرياً كبيراً في في خدمة جيش الخلافة العباسية.

## حياة مهنية
لا يُعرف سوى القليل عن خلفية مسرور. وتشير نسبته إلى أنه من بلخ (مدينة في أفغانستان المُعاصرة) ذكره المؤرخ الطبري لأول مرة عام 870، خلال الأحداث التي أدت إلى خلع الخليفة العباسي المهتدي بالله عندما بدأت ثورة موسى بن بغا الكبير، كان مسرور أحد الضباط العديدين الذين ظلوا موالين للخليفة، وتم تعيينه مسؤولاً عن إدارة قصر الخليفة، وأثناء المعركة ضد المتمردين كان يتولى قيادة الجناح الأيمن للمهتدي، لكن قوات الخليفة هُزمت وهربت القوات. 
في عهد المعتمد على الله (حكم من 870 إلى 892)، جعل شقيق الخليفة والوصي الفعلي الموفق بالله مسرور أحد كبار الضباط في الجيش العباسي. وفي عام 872 قاد حملة ضد الأكراد اليعاقبة ونجح في هزيمتهم، وفي أعوام 872 و874 و875 قاد عدة حملات ضد المتمرد الخوارج في الجزيرة . في عام 875، حل محل موسى بن بغا كقائد مسؤول عن قمع تمرد الزنج، وعُين والياً على الأحواز والبصرة ومناطق دجلة واليمامة والبحرين. في وقت لاحق من ذلك العام، وكجزء من ترتيبات خلافة المعتمد، تم تعيينه اسمياً حاكماً للموفق على جميع الولايات الشرقية للخلافة.
في عام 876، شارك مسرور في حملة وقف تقدم الأمير الصفاري يعقوب بن الليث إلى العراق. وفي محاولة لإبطاء تقدم يعقوب، قام بإغراق المنطقة المحيطة بواسط عن طريق اختراق سد على نهر دجلة. ثم شق طريقه نحو الجيش الحكومي الرئيسي في سيب بني كوما. عندما التقى الجانبان في معركة دير العاقول الحاسمة، تولى مسرور قيادة الجناح الأيسر للموفق. وبعد انتصار القوات العباسية، تم الاعتراف بدور مسرور في المعركة في بيان عام أمام الجماهير، وتم منحه عقارات أبو الساج دوداد الذي قاتل في الجانب الصفاري ضد الخلافة.
بعد المعركة استأنف مسرور الإشراف على العمليات ضد الزنج. كما تقدم إلى منطقة الأحواز وقاتل المتمردين هناك بشكل دوري. في عام 881، بعد أن قرر الموفق بالله شن حملة شخصية ضد الزنج، انضم مسرور إلى معسكره، وعمل كأحد قادته طوال فترة التمرد. شارك في الهجوم على عاصمة الزنج المختارة، على الرغم من عدم ذكره خلال الهجوم الأخير عام 884. 

## عائلة
وكان لمسرور ولدان على الأقل. تم تعيين محمد بن مسرور حاكماً لطريق مكة من قبل الموفق عام 879، وأوكل أخاه علي لتولي المنصب، لكن الأخير قُتل على يد رجال قبائل بني أسد بينما كان في طريقه إلى المغيثة.

## ملحوظات
1. ↑  Rosenthal 1985، صفحة 11.
2. ↑  Kennedy 2001، صفحة 151.
3. 1 2  Gordon 2001، صفحة 254.
4. ↑  Waines 1992، صفحات 97, 99.
5. ↑  Waines 1992، صفحة 136.
6. ↑  Waines 1992، صفحات 148, 158, 164.
7. ↑  Waines 1992، صفحات 155, 165.
8. ↑  Waines 1992، صفحة 166.
9. ↑  Gordon 2001، صفحة 146.
10. ↑  Waines 1992، صفحة 169–72.
11. ↑  Waines 1992، صفحة 181.
12. ↑  Fields 1987، صفحات 2, 11.
13. ↑  Fields 1987، صفحات 35, 37, 47, 59, 62, 66, 106.
14. ↑  Fields 1987، صفحات 128 ff..
15. ↑  Waines 1992، صفحة 204.